# Vòng loại Giải vô địch bóng đá nữ châu Âu 2017 (Bảng 4)
Bảng 4 Vòng loại Giải vô địch bóng đá nữ châu Âu 2017 bao gồm các đội: Thụy Điển, Đan Mạch, Ba Lan, Slovakia và Moldova.

## Bảng xếp hạng
| VT | Đội       | ST | T | H | B | BT | BB | HS  | Đ  | Giành quyền tham dự |     |     |     |     |     |     |
| -- | --------- | -- | - | - | - | -- | -- | --- | -- | ------------------- | --- | --- | --- | --- | --- | --- |
| 1  | Thụy Điển | 8  | 7 | 0 | 1 | 22 | 3  | +19 | 21 | Vòng chung kết      |     | —   | 1–0 | 3–0 | 2–1 | 6–0 |
| 2  | Đan Mạch  | 8  | 6 | 1 | 1 | 22 | 1  | +21 | 19 | Vòng chung kết      |     | 2–0 | —   | 6–0 | 4–0 | 4–0 |
| 3  | Ba Lan    | 8  | 3 | 1 | 4 | 10 | 16 | −6  | 10 |                     |     | 0–4 | 0–0 | —   | 2–0 | 4–0 |
| 4  | Slovakia  | 8  | 3 | 0 | 5 | 11 | 13 | −2  | 9  |                     | 0–3 | 0–1 | 2–1 | —   | 4–0 |     |
| 5  | Moldova   | 8  | 0 | 0 | 8 | 1  | 33 | −32 | 0  |                     | 0–3 | 0–5 | 1–3 | 0–4 | —   |     |

## Các trận đấu
Giờ thi đấu là CEST (UTC+2) các trận từ ngày 29 tháng 3 tới 24 tháng 10 năm 2015 và từ 27 tháng 3 tới 29 tháng 10 năm 2016, còn lại là CET (UTC+1).
| Moldova | 0–3      | Thụy Điển                                         |
| ------- | -------- | ------------------------------------------------- |
|         | Chi tiết | Schough 1' · Schelin 42' (ph.đ.) · Hammarlund 88' |

| Thụy Điển                           | 3–0      | Ba Lan |
| ----------------------------------- | -------- | ------ |
| Hurtig 21' · Schough 52' · Diaz 72' | Chi tiết |        |

| Ba Lan                      | 2–0      | Slovakia |
| --------------------------- | -------- | -------- |
| Chudzik 18' · Grabowska 63' | Chi tiết |          |

| Đan Mạch                                      | 4–0      | Moldova |
| --------------------------------------------- | -------- | ------- |
| Troelsgaard 24' · Harder 35' · Nadim 52', 89' | Chi tiết |         |

| Slovakia                                                            | 4–0      | Moldova |
| ------------------------------------------------------------------- | -------- | ------- |
| Bíróová 50' · Fecková 81' · Škorvánková 85' · Vojteková 87' (ph.đ.) | Chi tiết |         |

| Thụy Điển | 1–0      | Đan Mạch |
| --------- | -------- | -------- |
| Seger 59' | Chi tiết |          |

| Slovakia | 0–1      | Đan Mạch        |
| -------- | -------- | --------------- |
|          | Chi tiết | Troelsgaard 34' |

| Moldova      | 1–3      | Ba Lan                                     |
| ------------ | -------- | ------------------------------------------ |
| Andone 90+3' | Chi tiết | Pajor 56' · Daleszczyk 63' · Grabowska 81' |

| Moldova | 0–4      | Slovakia                                       |
| ------- | -------- | ---------------------------------------------- |
|         | Chi tiết | Fecková 28', 54' · Ondrušová 32' · Bíróová 86' |

| Ba Lan | 0–0      | Đan Mạch |
| ------ | -------- | -------- |
|        | Chi tiết |          |

| Slovakia | 0–3      | Thụy Điển                                        |
| -------- | -------- | ------------------------------------------------ |
|          | Chi tiết | Appelqvist 27' · Sembrant 55' · Blackstenius 63' |

| Slovakia                              | 2–1      | Ba Lan         |
| ------------------------------------- | -------- | -------------- |
| Vojteková 76' (ph.đ.) · Hmírová 90+3' | Chi tiết | Daleszczyk 30' |

| Ba Lan | 0–4      | Thụy Điển                                            |
| ------ | -------- | ---------------------------------------------------- |
|        | Chi tiết | Ilestedt 40' · Schelin 60' · Asllani 70' · Rolfö 87' |

| Đan Mạch                                                | 4–0      | Slovakia |
| ------------------------------------------------------- | -------- | -------- |
| Harder 28' · Nadim 49', 60' (ph.đ.) · Troelsgaard 90+2' | Chi tiết |          |

| Thụy Điển                                                                | 6–0      | Moldova |
| ------------------------------------------------------------------------ | -------- | ------- |
| Munteanu 34' (l.n.) · Asllani 41', 61' · Rolfö 48', 88' · Berglund 90+3' | Chi tiết |         |

| Đan Mạch                                                    | 6–0      | Ba Lan |
| ----------------------------------------------------------- | -------- | ------ |
| Troelsgaard 18', 27', 62' · Harder 24', 41' · Rasmussen 53' | Chi tiết |        |

| Thụy Điển                       | 2–1      | Slovakia       |
| ------------------------------- | -------- | -------------- |
| Appelqvist 23' · Hammarlund 65' | Chi tiết | Fischerová 59' |

| Moldova | 0–5      | Đan Mạch                             |
| ------- | -------- | ------------------------------------ |
|         | Chi tiết | Nadim 3', 68' · Harder 18', 33', 74' |

| Ba Lan                                                         | 4–0      | Moldova |
| -------------------------------------------------------------- | -------- | ------- |
| Pajor 43' · Daleszczyk 64' · Arnautu 68' (l.n.) · Winczo 90+1' | Chi tiết |         |

| Đan Mạch                  | 2–0      | Thụy Điển |
| ------------------------- | -------- | --------- |
| Rasmussen 12' · Nadim 47' | Chi tiết |           |

## Cầu thủ ghi bàn
7 bàn
- Pernille Harder
- Nadia Nadim

6 bàn
- Sanne Troelsgaard Nielsen

3 bàn
- Katarzyna Daleszczyk
- Dana Fecková
- Kosovare Asllani
- Fridolina Rolfö

2 bàn
- Dominika Grabowska
- Ewa Pajor
- Johanna Rasmussen
- Alexandra Bíróová
- Jana Vojteková
- Emilia Appelqvist
- Pauline Hammarlund
- Lotta Schelin
- Olivia Schough

1 bàn
- Natalia Chudzik
- Agnieszka Winczo
- Ludmila Andone
- Patrícia Fischerová
- Patrícia Hmírová
- Lucia Ondrušová
- Dominika Škorvánková
- Emma Berglund
- Stina Blackstenius
- Malin Diaz
- Lina Hurtig
- Amanda Ilestedt
- Caroline Seger
- Linda Sembrant

Phản lưới nhà
- Ana Arnautu (gặp Ba Lan)
- Natalia Munteanu (gặp Thụy Điển)